# Vilafermosa
|  | Per a altres significats, vegeu «Vilafermosa (desambiguació)». |

Vilafermosa (en castellà i oficialment, Villahermosa del Río, en xurro Villahermosa'l Río) és un municipi valencià que es troba a la comarca de l'Alt Millars.
Limita amb Cortes d'Arenós, Sucaina, el Castell de Vilamalefa, Vistabella del Maestrat i Xodos. A la província de Terol limita amb el Puertomingalvo.

## Geografia
Es troba al peu del vessant nord-oest del massís de Penyagolosa (és la població més pròxima a esta muntanya), en la confluència dels rius Carbo i de Vilafermosa.

### Nuclis de població
- Vilafermosa
- Bibioj
- El Carbo
- Pla de la Cañada
- la Riera

## Història
D'origen musulmà, pertanyia al senyoriu de Zayd Abu Zayd, l'últim governador almohade de València i aliat del rei Jaume I. El 1234, Abú Zayd li concedí carta de poblament, segons el fur de Daroca. Més tard va ser incorporada a la Corona i va ser la seu del ducat de Vilafermosa, títol instituït per Jaume el Just en l'any 1259. Segons altres fonts, el títol nobiliari va ser creat pel rei Joan II molt més tard.
Durant les bandositats del Regne de València, el 1472 Jaume d'Arenós es feu fort a la Muela de Vilafermosa, mentre altres fidels seus es tancaven als castells de Vilamalefa i de Lludient. Després d'una resistència molt dura i cruenta contra el petit exèrcit que va conduir Joan Roís de Corella i Llançol de Romaní, governador de València per a sotmetre'ls, Jaume d'Arenós va ser vençut i pres. El conduïren a Barcelona, on rebé condemna a mort per rebel·lia.
El poble va ser destruït en el curs dels combats de la Guerra de Successió. Durant les Guerres carlines va ser un important focus d'activitat militar. Va ser la seu de la Reial Diputació del Regne de València, govern civil dels carlins valencians, durant la Tercera guerra carlina.
Com a fill il·lustre de Vilafermosa és d'esmentar el compositor i mestre de capella Josep Pradas (1689-1757).

## Demografia
| 1990 | 1992 | 1994 | 1996 | 1998 | 2000 | 2002 | 2004 | 2005 | 2006 | 2023 |
| ---- | ---- | ---- | ---- | ---- | ---- | ---- | ---- | ---- | ---- | ---- |
| 542  | 511  | 513  | 474  | 456  | 452  | 437  | 439  | 441  | 444  | 488  |

## Economia
L'economia de Vilafermosa està basada tradicionalment en l'agricultura i la ramaderia. Existixen tallers artesanals d'objectes de vimen i de cuir.

## Política i govern

### Alcaldia
Des del 1991 l'alcalde de Vilafermosa és Luis Rubio Catalán, del Partit Popular (PP).
| Període                       | Alcalde o alcaldessa       | Partit polític | Data de possessió | Observacions |
| ----------------------------- | -------------------------- | -------------- | ----------------- | ------------ |
| 1979–1983                     | Marcelino Bou Porcar       | UCD            | 19/04/1979        | --           |
| 1983–1987                     | José García Guillamón      | AP-PDP-UL-UV   | 28/05/1983        | --           |
| 1987–1991                     | Gabriel Guillamón Castillo | AP             | 30/06/1987        | --           |
| 1991–1995                     | Luis Rubio Catalán         | PP             | 15/06/1991        | --           |
| 1995–1999                     | Luis Rubio Catalán         | PP             | 17/06/1995        | --           |
| 1999–2003                     | Luis Rubio Catalán         | PP             | 03/07/1999        | --           |
| 2003–2007                     | Luis Rubio Catalán         | PP             | 14/06/2003        | --           |
| 2007–2011                     | Luis Rubio Catalán         | PP             | 16/06/2007        | --           |
| 2011–2015                     | Luis Rubio Catalán         | PP             | 11/06/2011        | --           |
| 2015–2019                     | Luis Rubio Catalán         | PP             | 13/06/2015        | --           |
| 2019-2023                     | Luis Rubio Catalán         | PP             | 15/06/2019        | --           |
| Des de 2023                   | Luis Rubio Catalán         | PP             | 17/06/2023        | --           |
| Fonts: Generalitat Valenciana |                            |                |                   |              |

### Eleccions municipals de 2023
| Candidatura | Candidatura                               | Cap de llista      | Vots | Regidors | % vots |
| ----------- | ----------------------------------------- | ------------------ | ---- | -------- | ------ |
|             | Partit Popular de la Comunitat Valenciana | Luis Rubio Catalán | 303  | 7        | 91.81  |
|             | Partit Socialista del País Valencià       | Diego Gual Campos  | 24   | 0        | 7.27   |
| Total       | Total                                     | 417                | 417  | 7        |        |

## Símbols
L'escut de Vilafermosa té blasonament amb Escut quadrilong de punta redona, quarterat en creu. Primer i quart, partits, d'or, quatre pals de gules, i àguila de sable en camper d'argent. Segon i tercer, partits, en camper d'argent, un lleó rampant de gules, i en camper de gules, castell d'argent, maçonat i aclarit de sable. Sobre el tot, escussó d'atzur, amb dos llops passants d'or posats en pal. Al timbre, corona reial oberta. L'escut s'aprovà per Resolució de 22 de febrer de 2005, del conseller de Justícia i Administracions Públiques, publicada en el DOGV núm. 4.981, de 8 d'abril de 2005. L'escut són les armories simplificades del ducat de Vilafermosa.

## Monuments

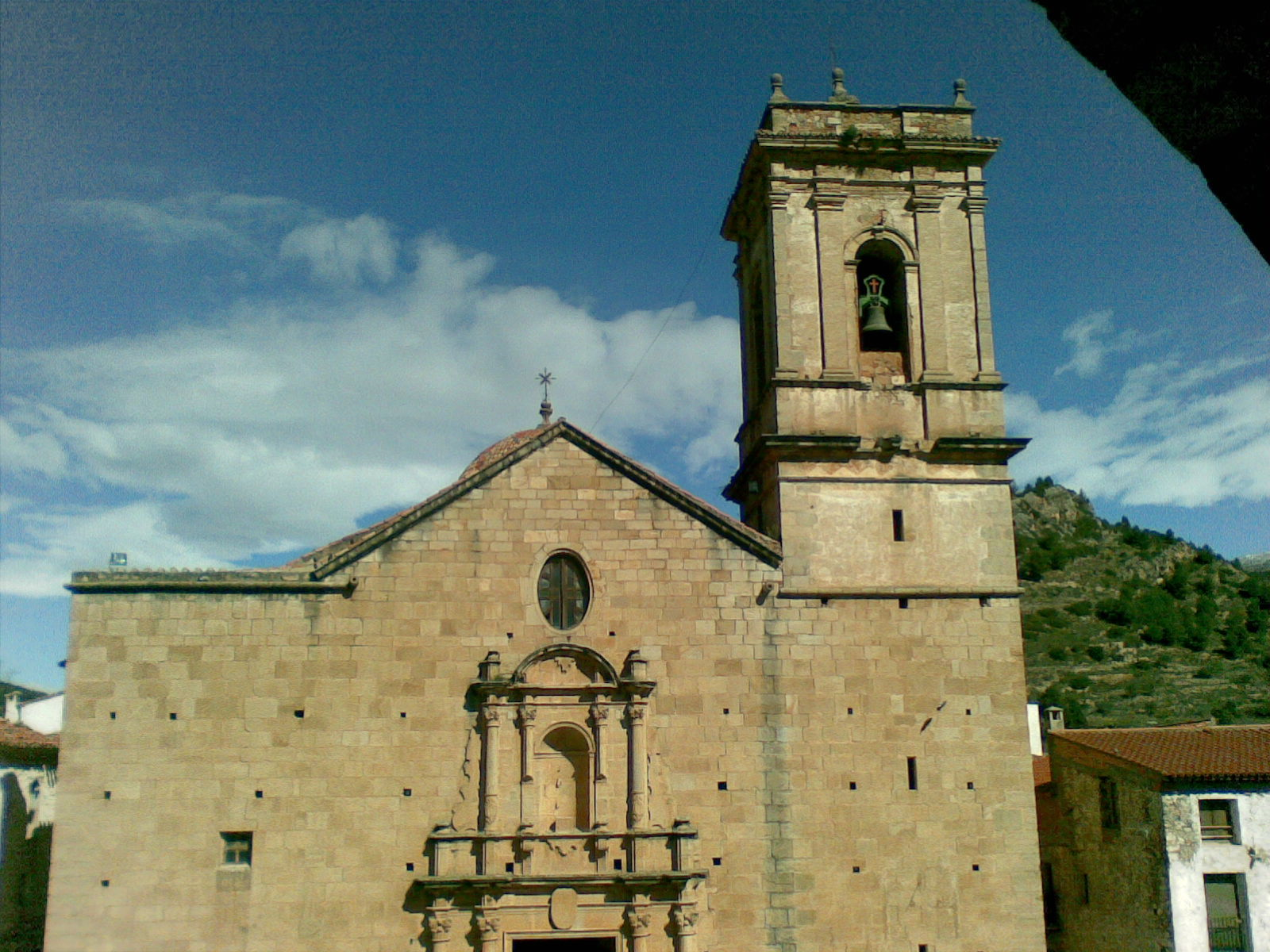
Església de la Nativitat

### Monuments religiosos
- Ermita de Sant Antoni. Del segle xiii.

L'edifici consta només d'un cos amb capella d'una sola nau. Destaca la Portada de tradició romànica rural.
- Ermita de Sant Bartomeu. Del segle xiv.

Romiatges: Sant Blai (03/02), Sant Bertomeu (24/08), Sant Vicent, Primer diumenge de Maig: Pi Cacho

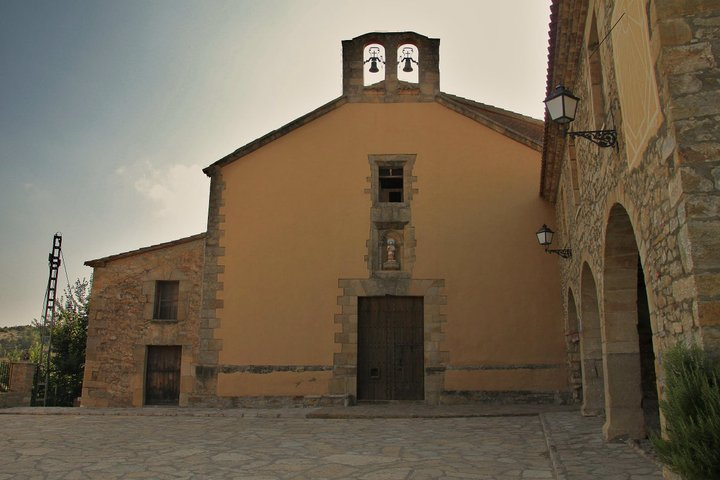
Ermitori de Sant Bertomeu de Vilafermosa

- Església de la Nativitat. Del segle xviii.

Al seu interior trobem uns magnífics retaules gòtics i renaixentistes, considerats dels millors de l'art pictòric valencià dels segles xiv i xv, i atribuïts a l'anomenat mestre de Vilafermosa, deixeble de Jaume i Pere Serra, a més del Retaule de Santa Caterina de Joan Reixach i la bella imatge tallada de Sant Bartomeu, del segle xiii.

### Monuments civils
Nevera del Mas de PenyagolosaUna de les antigues neveres de la zona.
Pilons o peironsEls peirons es troben al costat de les ermites, en els creuers de camins, en els accessos als pobles o a la part alta de les muntanyes, i són creus que constituïxen veritables obres d'art. Destaquen el Peirón del Masico i el de Pino Cacho.
Pont romà sobre el riu Carbo
CastellEdifici militar. Se n'està restaurant la torre i la muralla. Una torre i part de la muralla estan en la plaça de l'Església i són propietat privada.

## Llocs d'interès
- La Muela. Del segle xiii.

Antic emplaçament del poble del qual, en l'actualitat, solament queden alguns llenços de muralla, bases de torrasses de defensa, una capella de l'antiga església i la torre pòrtic de la fortalesa.
- Penyagolosa.

## Festes i celebracions
- Sant Antoni. El cap de setmana més pròxim al 17 de gener.
- Pajaro Rey. El 19 de gener.
- El Pino Cacho. Primer cap de setmana de maig.
- Festes patronals. Se celebren en honor de Sant Bertomeu, la segona quinzena d'agost.
- Sant Blai. El cap de setmana més pròxim al 3 de febrer.